# Oorlogsgraven in de Westhoek
In de Westhoek, in het zuidwesten van Vlaanderen, liggen vele oorlogsmonumenten en soldatenkerkhoven, musea en andere overblijfselen die herinneren aan de Eerste Wereldoorlog, toen het gebied in de frontlinie lag.

## Soldatenbegraafplaatsen
In de Westhoek liggen honderden grote en kleine soldatenbegraafplaatsen. Zowel Belgische, Britse, Franse als Duitse begraafplaatsen tekenen het West-Vlaamse landschap als eerbetoon aan de gesneuvelden in de Grote Oorlog.

### Britse begraafplaatsen

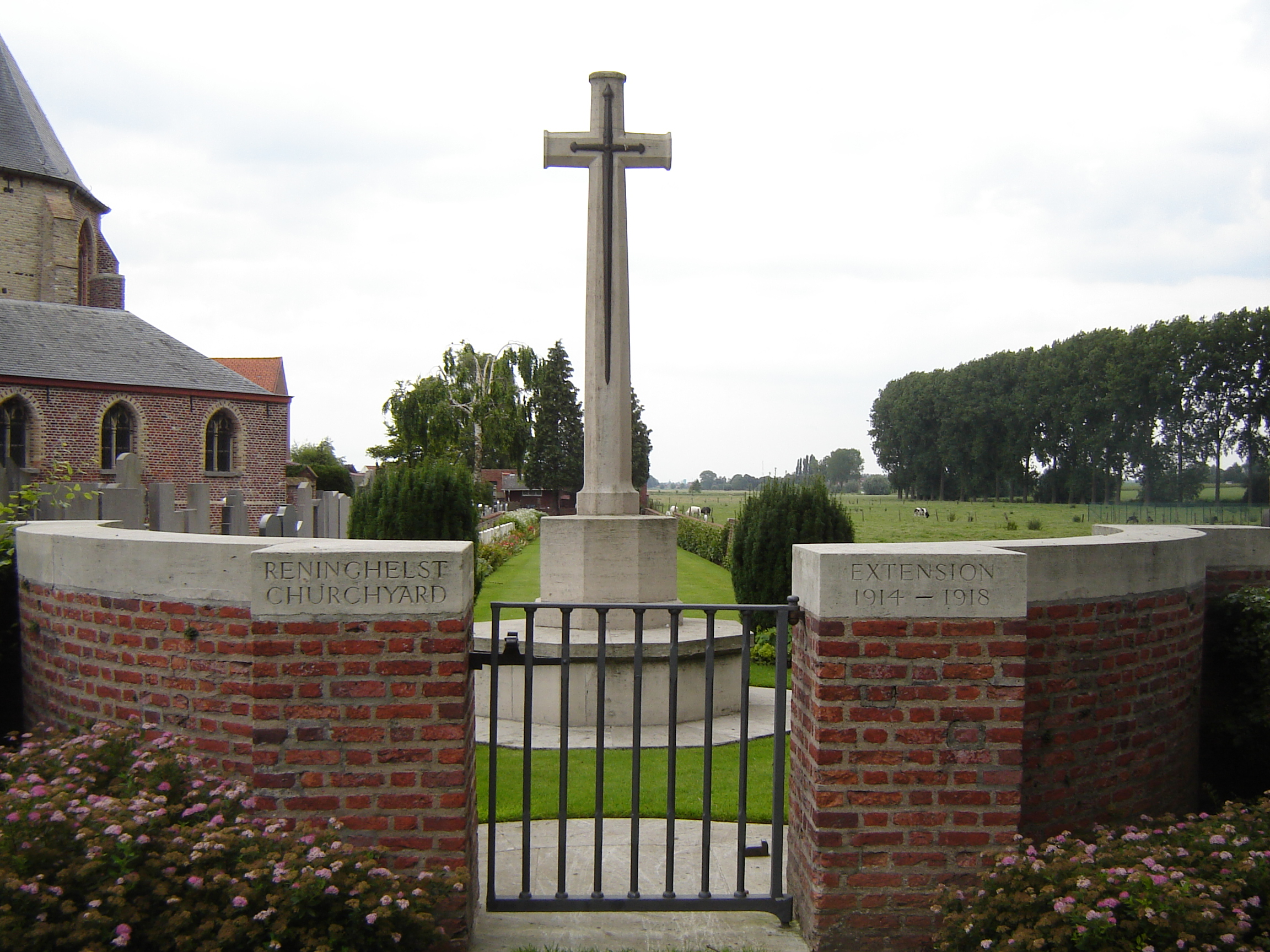
Cross of Sacrifice, aanwezig op vele Britse begraafplaatsen

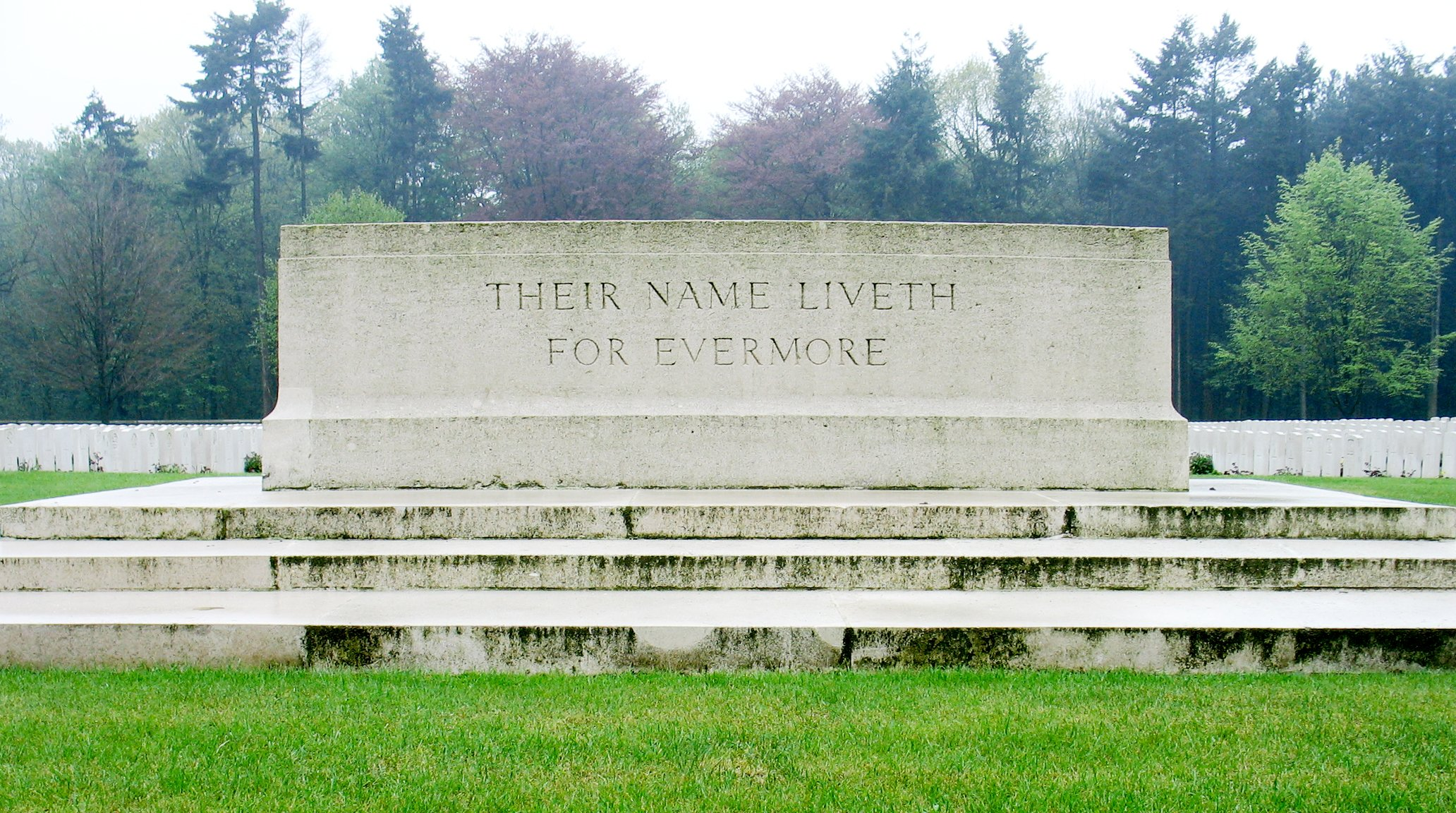
Stone of Remembrance

De Britse begraafplaatsen variëren in grootte, en liggen verspreid doorheen het gebied. De Commonwealth War Graves Commission, de Britse organisatie die verantwoordelijk is voor deze begraafplaatsen, heeft deze tot een soort kunstvorm verheven. Al snel na de oorlog nam men in Groot-Brittannië het besluit de gesneuvelden niet te repatriëren maar hen te laten op of in de nabijheid van de plaats waar men was gesneuveld. Met de betrokken landen werd afgesproken dat het grondgebied van de begraafplaatsen voor eeuwig ter beschikking van Groot-Brittannië kwam en dat het onderhoud voor rekening van de Britten zou komen.
Alle Britse graven zien er hetzelfde uit door de eenvoud en eenvormigheid van de gebruikte steen. De omgeving wordt smetteloos onderhouden door speciale teams van tuiniers. De eerste decennia bestonden deze teams vaak uit achtergebleven soldaten maar deze zijn allengs gestorven.
Bij de ingang van een begraafplaats is altijd een register te vinden met de namen van de begraven militairen, met aanduiding van hun plaats op de begraafplaats. Daarnaast is er een bezoekersregister waarin bezoekers opmerkingen kunnen noteren.

#### Tyne Cot Cemetery and Memorial

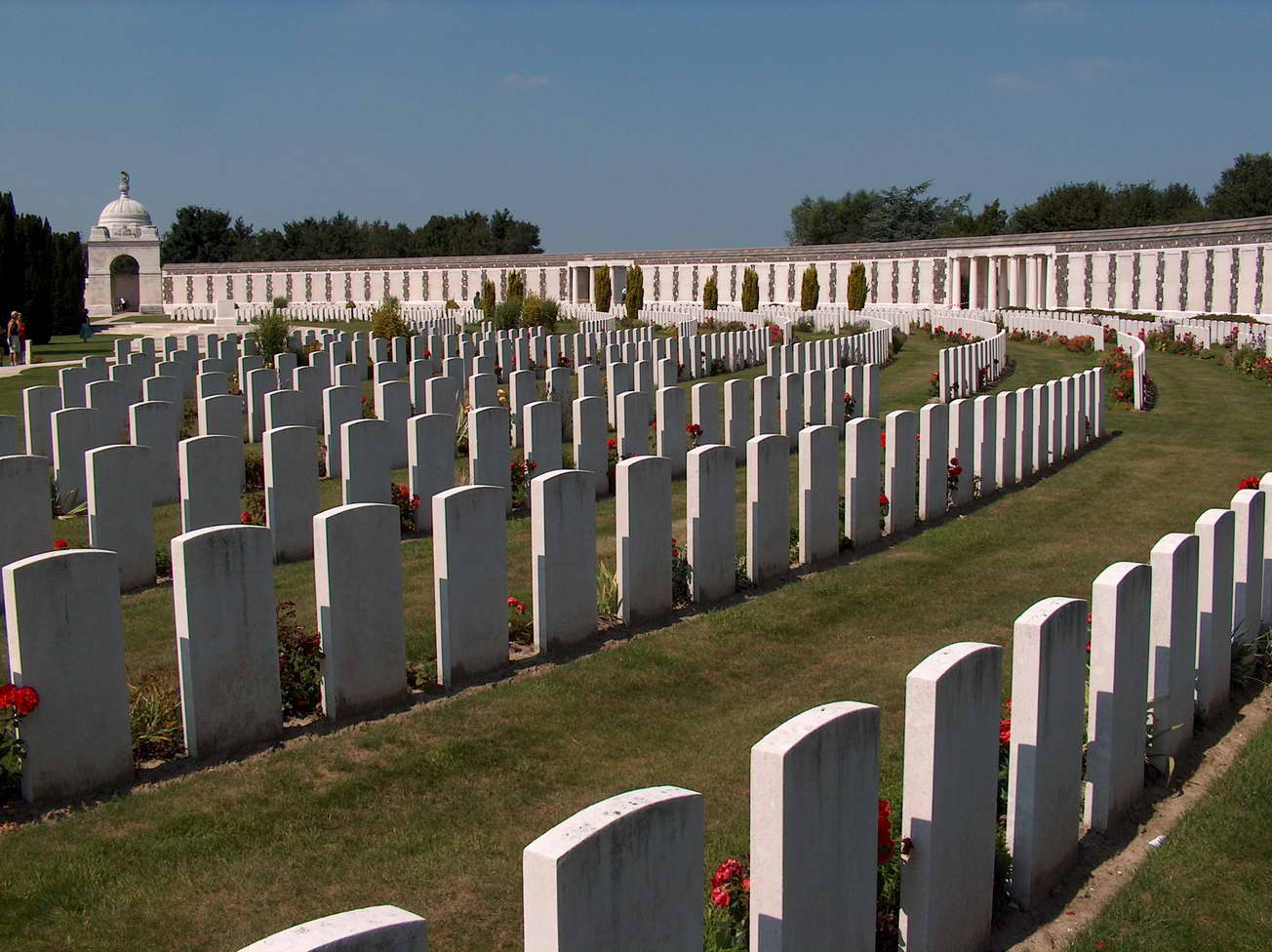
Tyne Cot Cemetery in Passendale

In Passendale, aan de Tynecotstraat en de Vijfwegestraat, ligt het Tyne Cot Cemetery. Dit is het grootste van alle Britse soldatenbegraafplaatsen. Het omvat 11.908 graven en een monument voor 34.888 vermisten. Het werd ontworpen door sir Herbert Baker.
De naam Tyne Cot werd aan een kleine boerderij gegeven door de 50ste Divisie Northumberland. Deze hoeve lag op de eerste Duitse frontlijn en was omgeven door kazematten en bunkers. De 3de Australische Divisie veroverde ze op 4 oktober 1917 en men begroef hier de doden.
Na de oorlog werden 11.500 doden uit het slagveld rondom hier begraven. Het monument bestaat uit een Cross of Sacrifice, dat centraal staat, met daarachter de authentieke begraafplaats of Battle Cemetery en de Stone of Remembrance. The Missing Memorial, het monument voor de vermisten, ligt aan de achterzijde van de begraafplaats en werd opgericht omdat de Menenpoort te klein bleek om alle vermisten op te vermelden.

### Duitse begraafplaatsen
Ook Duitse gesneuvelden lagen aanvankelijk op verschillende kleine begraafplaatsen. Uiteindelijk werden de lichamen overgebracht naar een van de vier grote Duitse begraafplaatsen. Er zijn nu Duitse begraafplaatsen in Vladslo, Langemark, Menen en Hooglede.

#### Deutscher Soldatenfriedhof Menen

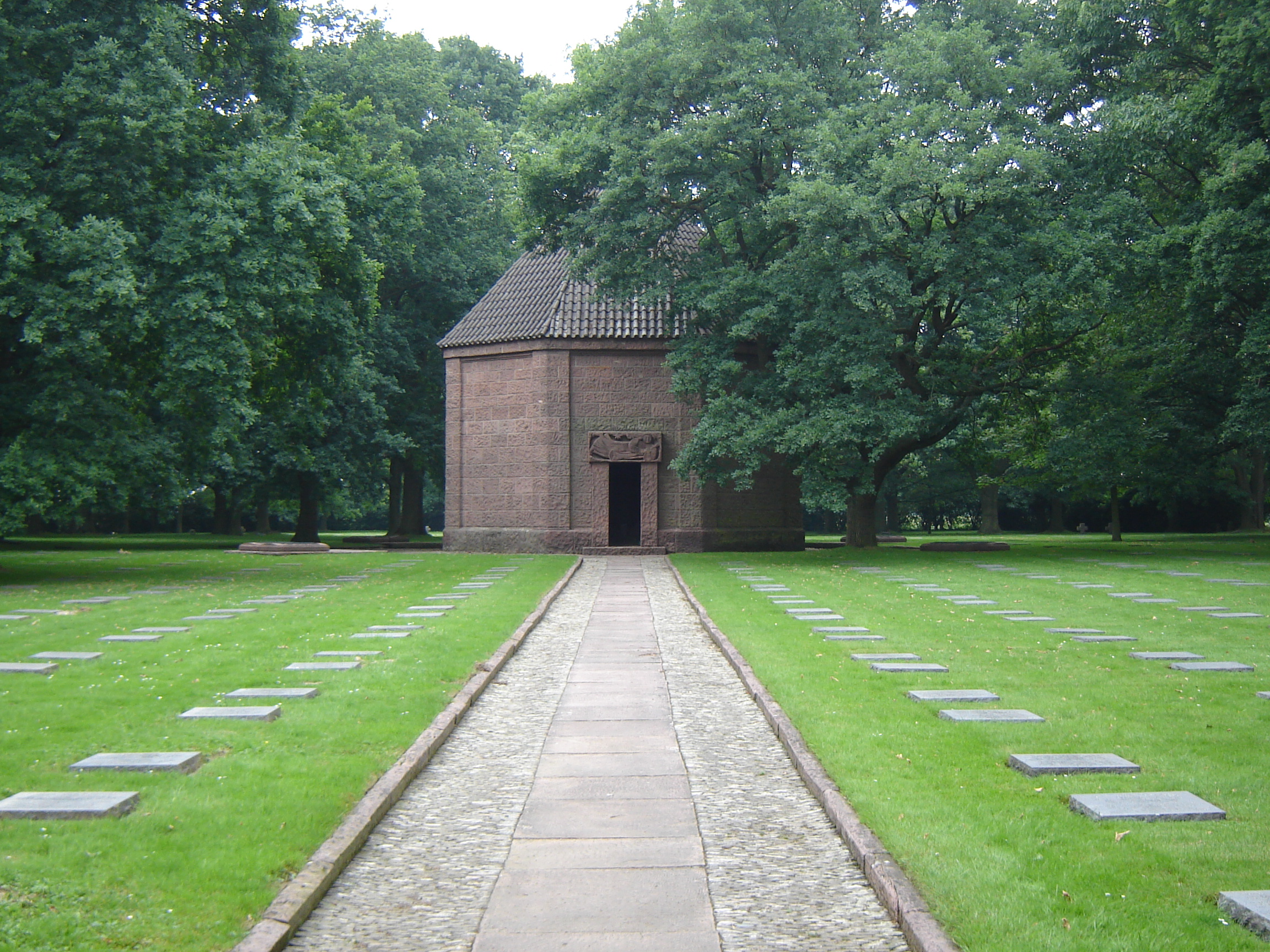
Deutscher Soldatenfriedhof Menen

Het Deutscher Soldatenfriedhof Menen is de grootste Duitse militaire begraafplaats. Er rusten bijna 48.000 Duitse gesneuvelden.

#### Deutscher Soldatenfriedhof Hooglede
Het Deutscher Soldatenfriedhof Hooglede telt ruim 8000 gesneuvelde Duitse soldaten.

#### Deutscher Soldatenfriedhof Langemark

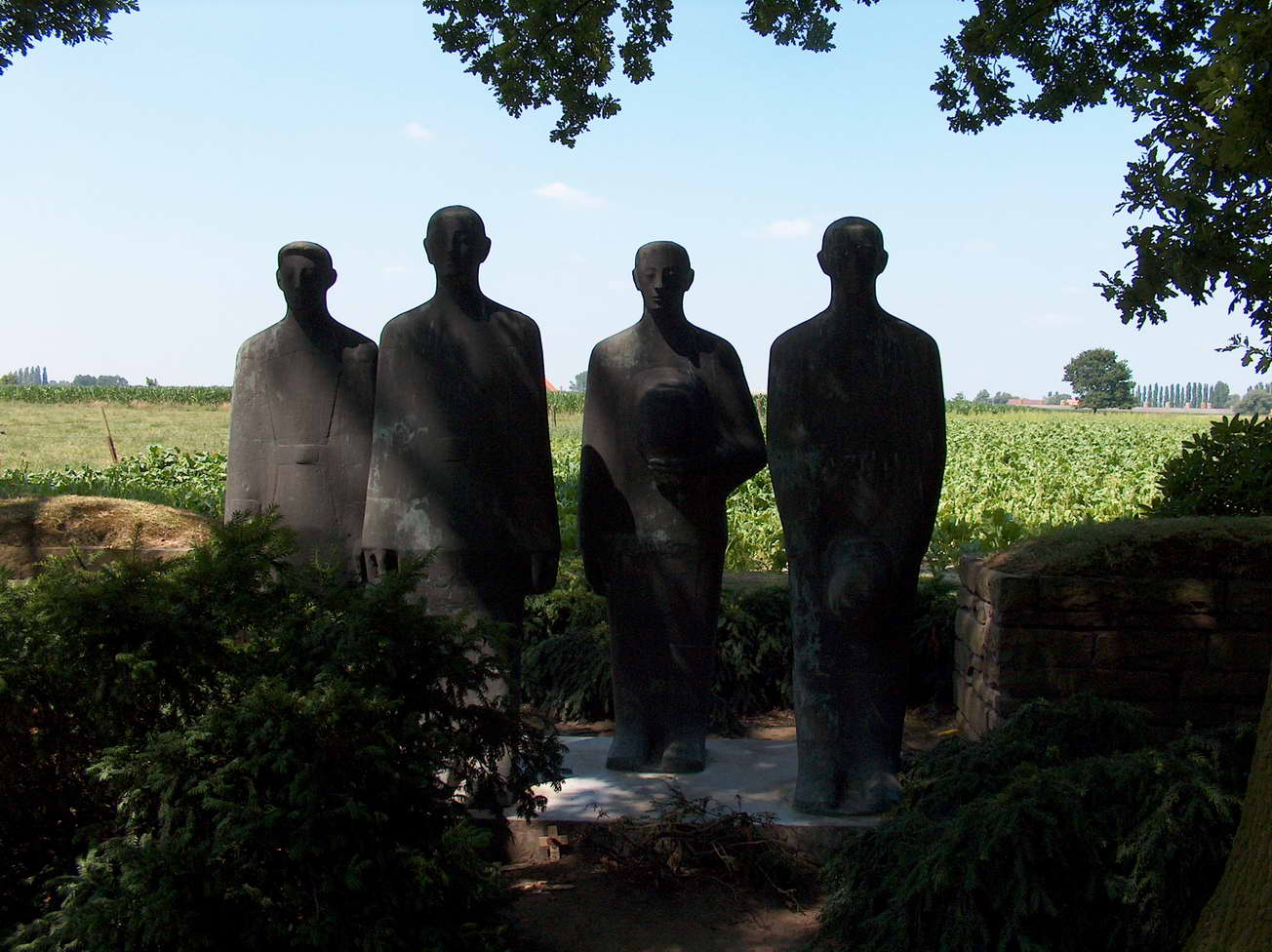
Standbeeld op Duitse begraafplaats in Langemark

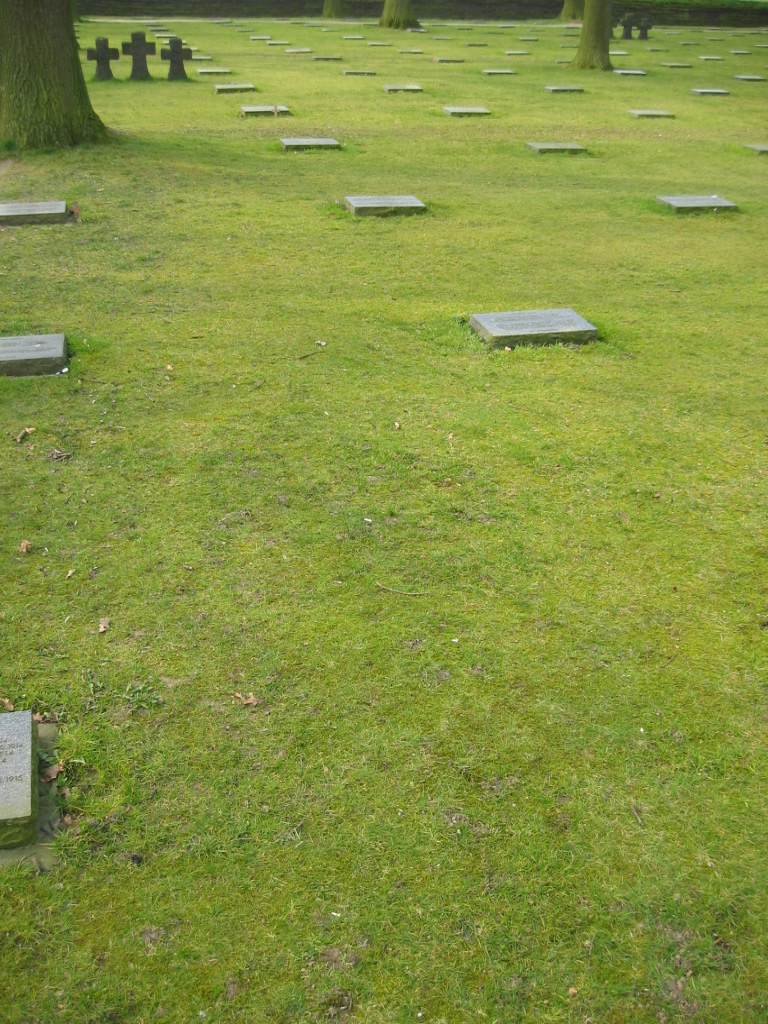
Grafstenen op de Duitse begraafplaats in Langemark

De Eerste Slag om Ieper begon op 21 oktober 1914 met de Slag om Langemark waar duizenden jonge studentensoldaten uit het 26e Duitse Reservekorps het leven lieten.

In 1943, dus tijdens de bezetting van België, werd het Studentenkerkhof te Langemark beschermd als landschap, na de bevrijding in 1945 werd deze beslissing echter teruggedraaid. Later, in 1984, werd op verzoek van de stad Diksmuide het Soldatenfriedhof, samen met tien andere relicten, op lijst gesteld voor landschapsbescherming. Van deze lijst werden er in 1992 acht beschermd.
De begraafplaats is opgesplitst in twee delen. Het Alter Friedhof, dat lager gelegen is telt 10.143 doden waarvan er 3.836 onbekend zijn. Achteraan staat een bronzen beeldengroep van vier rouwende soldaten, gemaakt door Emil Krieger. De eigenlijke studentenbegraafplaats, het Einbettungsfriedhof Nord, ligt hoger, achter drie betonnen bunkers die deel uitmaakten van de Langemark-linie. Hier liggen 9.475 soldaten begraven. Het Kameradengrab, een massagraf van 24.917 soldaten, bevindt zich bij de ingang.
Het is een Duitse soldatenbegraafplaats en ziet er daarom anders uit dan de talloze geallieerde begraafplaatsen in de regio. De begraafplaats wordt gekenmerkt door de rijen platte, grijs granieten stenen waarin telkens een twintigtal namen gegraveerd zijn.
In het ingangsgebouw zijn op houten panelen de namen van de gesneuvelde studenten gegraveerd.

#### Deutscher Soldatenfriedhof Vladslo
In het Praatbos van Vladslo werd in 1955 een Duitse soldatenbegraafplaats opgericht. Ook hier bestaan de graven uit de eenvoudige granieten stenen, af en toe afgewisseld door groepjes van basalten kruisjes. Hier liggen 25.638 Duitse soldaten begraven.
Käthe Kollwitz, een Duitse kunstenares, plaatste bij het graf van haar zoon een kunstwerk genaamd Het treurende ouderpaar.

### Belgische begraafplaatsen

#### Belgische Militaire Begraafplaats Houthulst
Aan het Staatsbos in Houthulst, in de Poelkapellestraat, werd in 1923 een Belgisch Militair Kerkhof opgericht. Er liggen 1826 Belgen en Fransen begraven, en ook enkele tientallen Italianen.
Deze door de Duitsers gevangengenomen Italiaanse soldaten werden gebruikt als dwangarbeiders in het Duitse leger. Hier in Houthulst sleepten ze munitie door het bos.
Tijdens het geallieerde eindoffensief op 28 september 1918 werden ze, als bescherming, door de Duitsers in de vuurlinie geplaatst en neergeschoten door de Belgische militairen.
De begraafplaats wordt getypeerd door de graven die zijn gegroepeerd in de vorm van een davidster.

### Franse begraafplaatsen
De grootste Franse begraafplaats is St. Charles de Potyze, nabij Ieper. Op de Kemmelberg bevindt zich een Frans massagraf. Andere Franse graven liggen nog verspreid op enkele andere burgerlijke kerkhoven en Britse en Belgische militaire begraafplaatsen.

## Oorlogsmonumenten

### Le Carrefour des Roses
Op de hoek van de Poezelstraat en de Langemarkseweg in Boezinge staat het monument dat de eerste slachtoffers van de Duitse gasaanvallen tijdens de Tweede Slag om Ieper op 22 april 1915 herdenkt.
De soldaten die hier begraven liggen behoorden tot oudere Franse lichtingen die gestuurd werden als versterkingen. Het monument bestaat uit een complex van gedenktekens op granieten rotsblokken met in het midden een tekstplaat. Rechts staat een dolmen met koperen plaat waarop een kaart van de gasaanvallen is getekend. Het granieten Kalveriekruis komt uit Louargat en werd in de 16de eeuw gemaakt.

### De Menenpoort

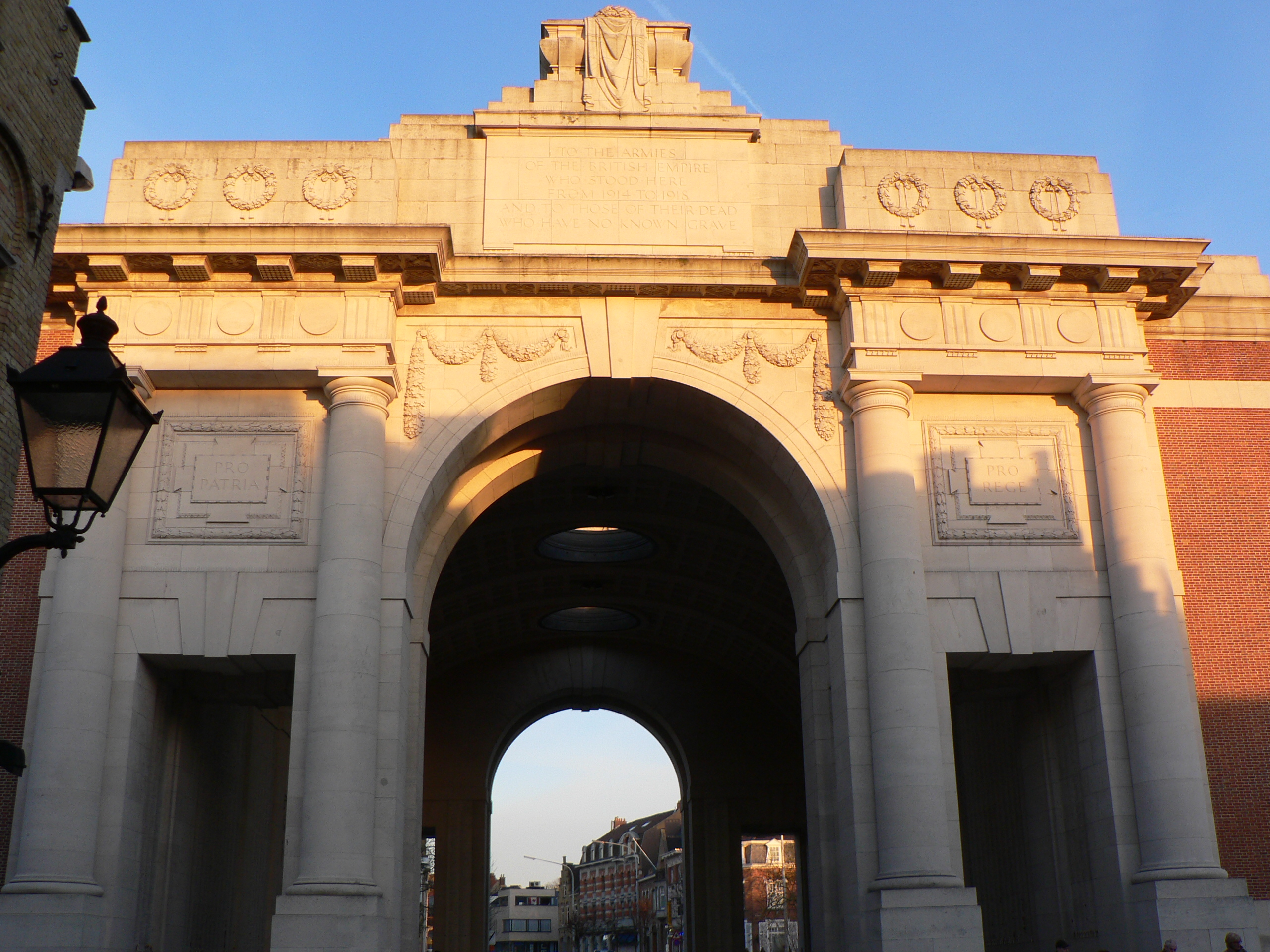
Menenpoort

In de vorm van een Romeinse triomfboog werd de Menenpoort opgericht op de plaats waar vroeger de middeleeuwse stadspoort stond. Het is een ontwerp van Reginald Blomfield.
De namen van de meer dan 40.000 Britse soldaten die tussen de aanvang van de oorlog en 15 augustus 1917 vermist werden zijn in de gaanderijen van de poort gegraveerd. De vermisten vanaf 16 augustus 1917 staan vermeld bij het Tyne Cot Memorial. Als scheidingsdatum tussen deze twee groepen werd de nacht van de Slag bij Langemark gebruikt. Al sinds 1928 wordt onder de poort iedere avond om 20:00 uur de Last Post geblazen als eerbetoon aan de gesneuvelden.

### IJzertoren

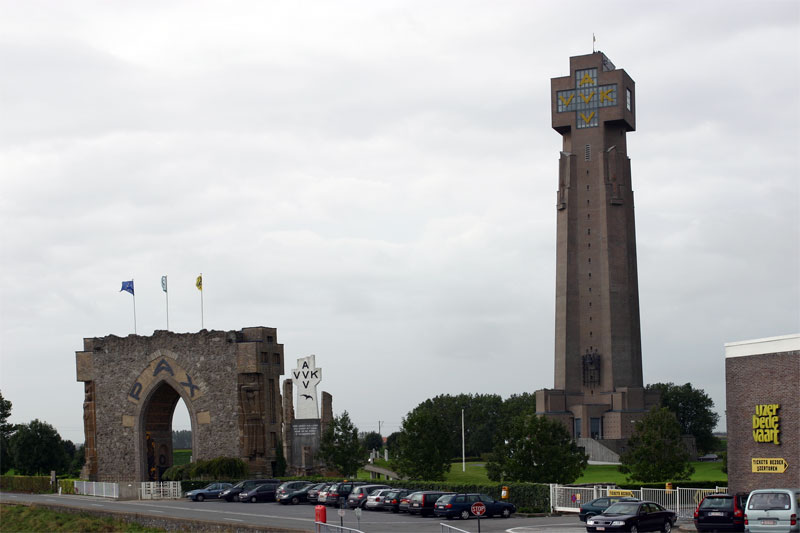
IJzertoren en Paxpoort

De IJzertoren is een 85 meter hoge toren in Diksmuide. Hij werd in 1952 gebouwd, nadat de oorspronkelijk toren kort na de Tweede Wereldoorlog was gedynamiteerd. De toren was opgericht als vredesmonument en herinnering aan de Vlaamse gesneuvelden. Met de brokstukken van de oude toren werd de Paxpoort opgericht.

### Koning Albert I-monument

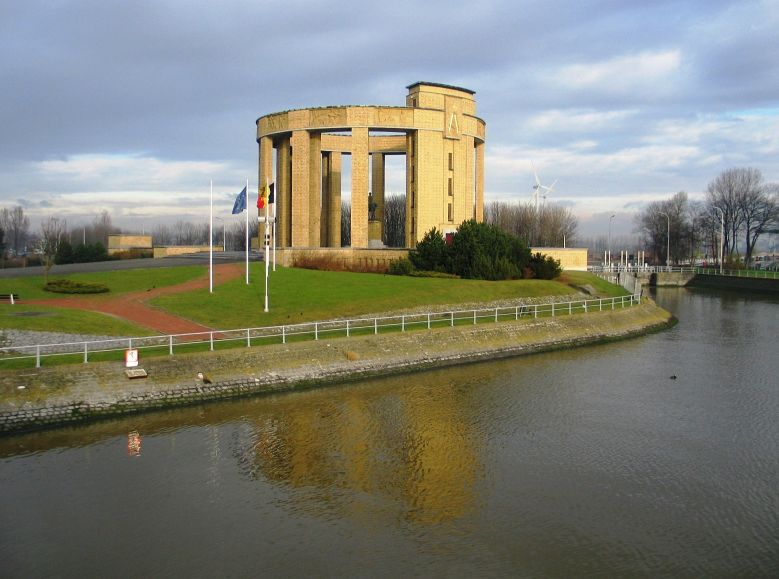
Koning Albert I-monument

Het Koning Albert I-monument is een monument in Nieuwpoort, gewijd aan Koning Albert I, die de Belgische troepen leidde. Het werd gebouwd in 1938, vlak bij het sluizencomplex van Nieuwpoort, van waaruit de IJzervlakte onder water werd gezet om het Duitse leger staande te houden.

### The Brooding Soldier
Bij Sint-Juliaan werd The Brooding Soldier, in de volksmond "Den Canadien, opgericht om de meer dan 2000 gesneuvelden van het Canadese Expeditieleger tijdens de Duitse gasaanval van 22 april 1915 te herdenken.
Het monument bestaat uit een wit granieten buste van een Canadees soldaat met de tekst Rest on your arms reversed. Het park rondom het monument is aangelegd met aarde en planten uit Canada.

## Oorlogssites en musea

### Dodengang

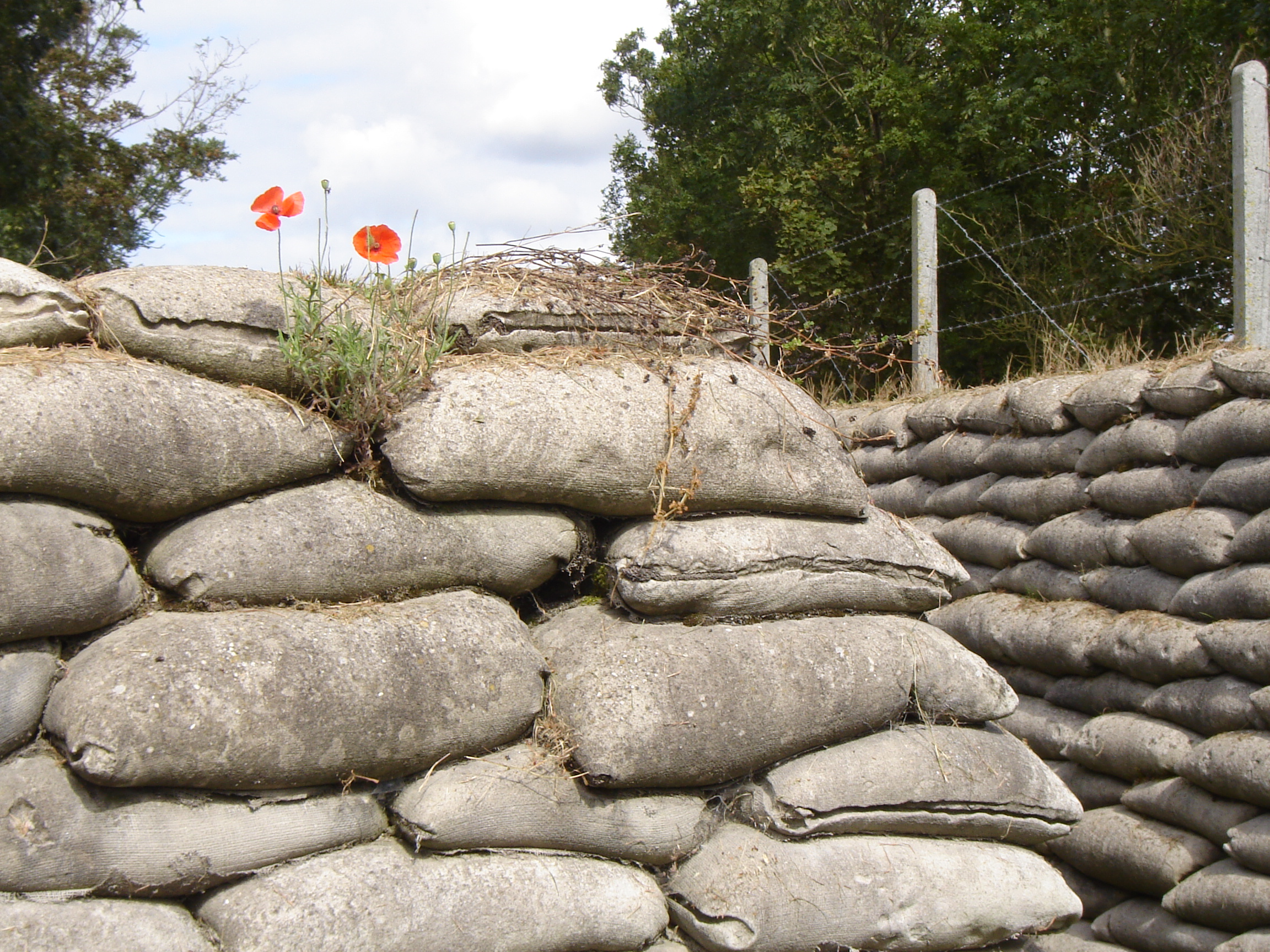
De Dodengang

De Dodengang ligt langs de IJzer, bij Diksmuide. Het is een bewaard complex van loopgraven en bunkers.

### Hooge Crater Museum
Begin oktober 1917 werd tegenover de ruïnes van het Kasteel Hooge in Zillebeke een soldatenkerkhof aangelegd met de naam Hooge Crater Cemetery waar 5923 Commonwealthdoden worden herdacht. Het museum bevindt zich aan de overkant van de straat in de oude school aan de Meenseweg. Men kan er uniformen, foto's en dergelijke bezichtigen, maar er is ook een archeologische site waar de opgravingen nog steeds aan de gang zijn.

### Hill 60
Hill 60 in de Zwarteleenstraat te Zillebeke, is geen echte heuvel, maar ontstond door de grond die werd uitgegraven voor de spoorlijn Ieper-Komen. Heel de Eerste Wereldoorlog werd hier hevig gevochten.
Aan de ingang staat het monument van de 1ste Australian Tunneling Company, die de schachten groeven voor het plaatsen van de explosieven onder de Hill. Op het terrein bevindt zich een bunker. Het is een Britse bunker die boven op een Duitse werd gebouwd. De Duitse heeft een bekisting die uit takken bestaat, de Britse een uit golfplaten.
Ook de krater die ontstond na de zware ontploffing onder de heuvel in juni 1917 is het bezoeken waard. Het terrein is eigenlijk ook een begraafplaats, want vele lichamen zijn niet teruggevonden door de omwoelde aarde tijdens de gevechten.
Aan de overkant van de straat was tot 2006 het museum Hill 60 waar men wapens, uniformen, foto's, uitrustingsstukken... kon terugvinden.

### Hill 62
Hill 62 met het Sanctuary Woodmuseum bevindt zich in Zillebeke. Tijdens de oorlog was deze regio een uitwijkplaats en veilig onderkomen voor oudere soldaten, maar tijdens het Duits offensief in 1916 kwam het terrein dichter bij de frontlinie te liggen en kwam het uiteindelijk in Duitse handen. De Canadezen zetten op 12 juni 1916 de tegenaanval in en enkele uren later was Hill 62 terug in geallieerde handen.
Bij het museum kan men de loopgraven bezoeken en ook de ondergrondse stellingen. Het museum zelf bevat uitrustingsstukken, uniformen, enz.

## Fronttoerisme

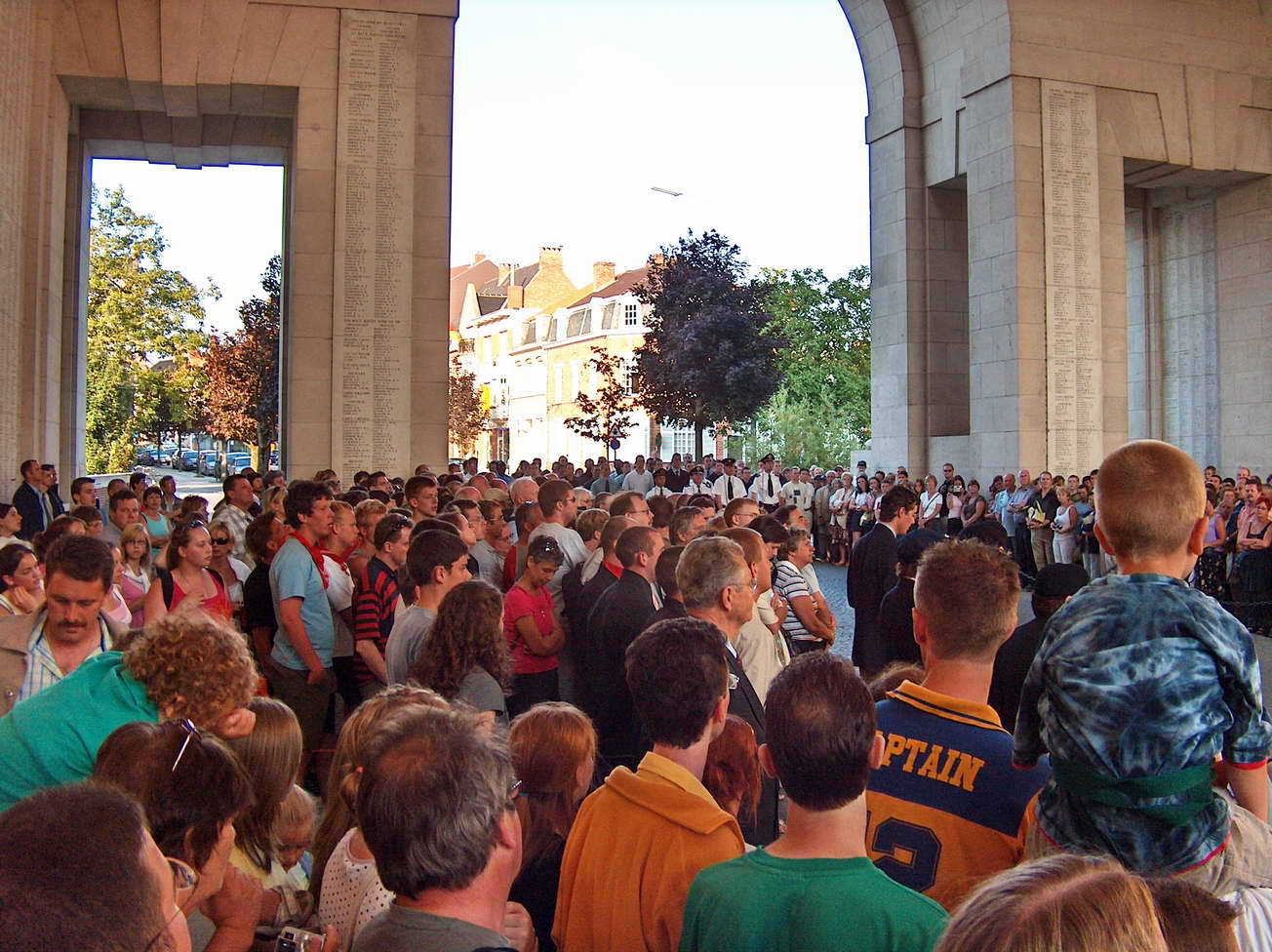
Bezoekers in de Menenpoort tijdens de Last Post

Door de jaren heen is een waar "oorlogstoerisme" ontstaan. Met name de Britten houden zich aan de ceremonies en jaarlijkse bedevaarten, gestimuleerd door hun overheid die de dodencultus doordacht aanpakte door de gesneuvelden niet te repatriëren, maar ter plekke te begraven. Elke avond wordt in Ieper de "Last Post"-ceremonie gehouden onder de Menenpoort en dit vormt voor velen nog steeds het hoogtepunt van de Ypres Salient bedevaart.
Jaarlijks wordt een Battlefields Pilgrimage georganiseerd door de Britse Commonwealth War Graves Commission, die bestaat uit leden van de British Legion, de oudstrijdersvereniging, en de Ypres League, een organisatie van Engelse ingezetenen te Ieper. Hun taak bestaat er vooral uit de soldatenkerkhoven te onderhouden.
Reeds kort na de oorlog werd het volledige westfront uitgebuit door grote namen zoals Michelin die al snel een serie goed gedocumenteerde reisgidsen op de markt bracht.
Enkele jaren later, in 1932, werd het eerste oorlogsmuseum opgericht in de Lakenhalle van Ieper, het Oorlogsmuseum van de Ieperschen Uitsprong door de Brit Murphy. Ook in randgemeenten zoals Zonnebeke, Mesen en Zillebeke werden streekmusea opgericht waarin kleine winkeltjes de eerste souvenirs aan de man brachten.